# Universitat Sueca de Ciències Agrícoles
La Universitat Sueca de Ciències Agricoles (en suec: Sveriges lantbruksuniversitet) (SLU) és una universitat de Suècia. Les oficines centrals són a Ultuna, Uppsala, però disposa de campus en altres localitats. Els campus més importants són a Alnarp a la municipalitat de Lomma, Skara, i Umeå. A diferència de les altres universitats estatals, està finançada pel Ministeri d'Agricultura suec.